# Holcolaetis zuluensis
Holcolaetis zuluensis är en spindelart som beskrevs av Lawrence 1937. Holcolaetis zuluensis ingår i släktet Holcolaetis och familjen hoppspindlar. Inga underarter finns listade i Catalogue of Life.